# داستان دوشیزه موپت
داستان دوشیزه موپت(به انگلیسی The Story of Miss Moppet) داستانی پیرامون اذیت کردن است، شامل یک بچه گربه و موش، که توسط بیترکس پاتر نوشته و مصور شده‌است. این اثر توسط انتشارات فردریک وارن و شرکا برای فصل کریسمس ۱۹۰۶ منتشر شد. پاتر در سال ۱۸۶۶ در لندن متولد شد و بین سالهای ۱۹۰۲تا ۱۹۰۵ مجموعه ای از کتابهای با قالب کوچک را با همکاری این انتشاراتی منتشر کرد. در سال ۱۹۰۶، او طراحی غیر معمول سراسرنما را برای دوشیزه موپت، آزمود که کتابفروشان آن را نپسندیدند. داستان در سال ۱۹۱۶ در قالب کتاب کوچک باز چاپ شد.
کتاب «دوشیزه ماپت» دربارهٔ گربه‌ای است که صدای موش به گوشش می‌خورد. تصویر دوشیزه ماپت، گربه، را نشان می‌دهد و تصویر بعدش، موشی که از پشت گنجه سرک کشیده و می‌خواهد سربه‌سر گربه بگذارد. موش از چنگ دوشیزه ماپت می‌گریزد و سَرِ گربه به گنجه می‌خورد. او سرش را با دستمالی می‌پیچد و گوشه‌ای می‌نشیند. موش کم‌کم به او نزدیک می‌شود و او روی موش می‌پرد و او را می‌گیرد. حالا نوبت انتقام گربه است. موش را در دستمال می‌گذارد و مثل توپ پرت می‌کند. اما حواس‌اش نیست که دستمال سوراخ دارد و موش می‌گریزد.

## زمینه

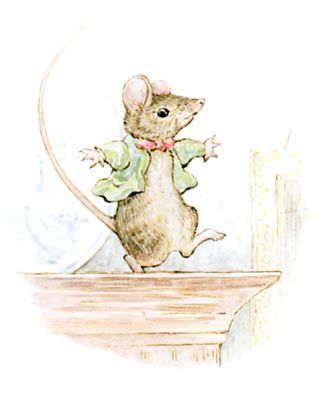
آخرین تصویر موش را نشان می‌دهد که در حال رقصیدن است.

هلن بئاتریکس پاتر (زاده ۲۸ ژوئیه ۱۸۶۶ – درگذشته دسامبر ۱۹۴۳ میلادی)، تصویرگر و نویسنده کودکان و محقق علوم طبیعی، اهل انگلستان بود. او ۲۳ عنوان کتاب نوشته که مشهورترین آن‌ها «قصه پیتر خرگوشه» است.
بئاتریکس پاتر، در خانواده‌ای ثروتمند بزرگ شد و در کودکی بسیار تنها و منزوی زندگی کرد. او علاقه ویژه‌ای به طبیعت داشت و مکان‌های طبیعی منبع الهام او بودند. مطالعات پاتر در زمینه قارچ‌ها و جلبک‌ها باعث شد او به عنوان یک محقق قارچ‌شناس در انگلستان مورد احترام قرار گیرد. پاتر سی سال پایان عمرش را در ناحیه لِیک دستریکت در شمال غربی انگلستان گذراند و به کشاورزی، حمایت از حفظ محیط زیست و همکاری با بنیاد ملی حفظ میراث تاریخی و زیبایی طبیعی پرداخت.
در سال ۱۹۰۰، پاتر قصه ای را که در سال ۱۸۹۳ برای یک کودک نوشته بود، تجدیدنظر کرد، و آنرا در کتابی ساختگی شبیه به اندازه و سبک هلن بانمان، داستان "سامبو سیاه پوست کوچولو " قرار داد. قادر به یافتن خریدار برای کتاب خود نیست، تا حدودی به این دلیل که بازار کتاب کودک آن زمان به تصویرهای روشن و رنگی بستگی داشت برخلاف نقاشی‌های خط پاتر، وی تصمیم گرفت آن را در دسامبر ۱۹۰۱ به صورت خصوصی منتشر کند. فردریک وارن و شرکا یک بار این داستان را نپذیرفتند، اما برای حفظ جایگاه خود در بازار کتاب کوچک با قالب کوچک، پس از توصیه هنرمند برجسته کتاب کودکان خود، لسلی بروک، «کتاب اسم حیوان دست آموز» (همان‌طور که این شرکت آن را نامیده می‌شود) را دوباره تجدید نظر کرد و پذیرفت. پاتر موافقت کرد که مطابق با الزامات وارن، تصاویر قلم و جوهر خود را رنگ آمیزی کند، و وی پیشنهاد کرد که وارن از روش جدید چاپ چهار رنگ در فرایند چاپ برای قصه پیتر خرگوشه استفاده کند.

پاتر به انتشار کتاب‌های کودکان با وارن ادامه داد و تا سال ۱۹۰۵ خود را از نظر مالی مستقل یافت. کتابهای او فروش خوبی داشتند و درآمد وی همراه با میراث ناچیز، به او اجازه داد مزرعه ای در نزدیکی نیر اند فار ساوری در منطقه دریاچه خریداری کند.

## توسعه و نشر

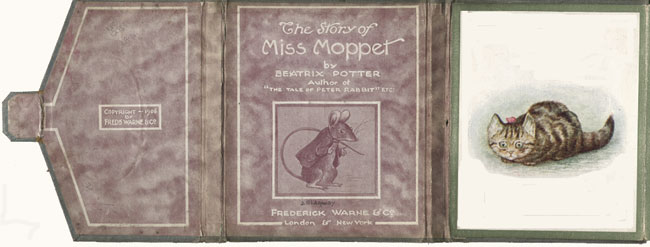
صفحه داخلی کیف پول (چپ به راست) صفحه، عنوان و اولین تصویر را نشان می‌دهد

در سال ۱۹۰۶، هنگامی که پاتر در حال پایان دادن به  داستان آقای جرمی فیشر بود، او تدوین کتاب را برای مخاطبان جوان تر در نظر گرفت. سه داستان نتیجه گرفت: داستان دوشیزه موپت، خرگوش پلید. وی با الهام‌گیری از تصاویر جورج کرویکشانک، داستانهایی را در قالب "به سبک حروف طنز " منتشر کرده‌است، همان‌طور که تیلور توضیح داد. قالب شامل «نوارهای طولانی کاغذ بود که روی آنها صفحات مجزا از تصاویر و متن به ترتیب از چپ به راست چیده شده بودند».

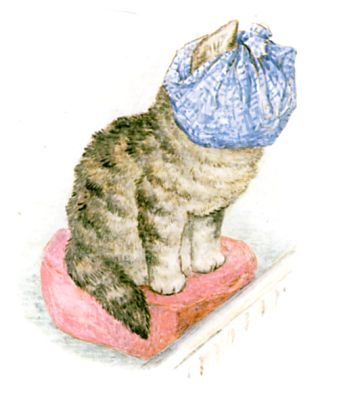
دوشیزه موپت نشسته‌است.

پاتر در ژوئیه سال ۱۹۰۶ در زمان توسعه داستان دوشیزه موپت بود و بچه گربه ای که او به عنوان یک نمونه از یک ماسون از ویندرمایر وام گرفته بود موضوع سختی بود. پاتر نوشت: نمونه حیرت‌انگیز ،" من یک بچه گربه را قرض داده‌ام و از فرصت کار در نقشه‌ها خوشحالم. بسیار جوان و زیبا و ترسناک‌ترین است. " زندگینامه لیندا لیر توضیح می‌دهد که «ترشی» کلمه ای بود که پاتر برای توصیف «افراد پرشور تفکر آزاد، مانند پسر عمویش کارولین، یا بچه گربه‌های بدجنس و کوچک» استفاده می‌کرد. پاتر از نقاشی‌های مشابه بچه گربه به عنوان الگویی برای کتاب بعدی خود با عنوان  "داستان تام بچه گربه " که وی در سال ۱۹۰۷ اختصاص داد استفاده کرد «به همه ترشی‌ها - بخصوص آنهایی که از دیوار باغ من بر می‌آیند». دوشیزه موپت یکی از خواهران تام کیت است، و به عنوان شخصیت در هر دو کتاب ظاهر می‌شود که شامل اوست: داستان تام کیت و داستان سامسول ویسکرز یا پودینگ رولی-پلی (۱۹۰۸).
پاتر تحسین نویسنده آمریکایی بود و در دهه ۱۸۹۰ مجموعه ای از صفحه‌ها را برای داستان‌های عمو رموس خلق کرد، احتمالاً در تلاش برای یافتن جهت شغلی. تحسین او تا این حد عمیق بود، لر حدس می‌زند صحنه دوشیزه موپت که سرش را در گرد و غبار پیچیده‌است، ناشی از صحنه مشابه در داستان داستانی عمو رموس است که در آن برر فاکس "بیماری را در یک صندلی تکان دهنده نشان می‌دهد. پاتر طرح‌های خود را از بچه گربه‌های جوان نمونه می‌کرد و می‌خواست ظلم به خود نشان ندهد، در مورد بچه گربه نوشت: «او باید او را به سمت دم گرفت / کمتر ناخوشایند». پیتر هانت ، محقق ادبیات کودکان می‌نویسد که پاتر مراقب بود تا مخاطبان جوان خود را از جزئیات گرافیکی محافظت کند و او از به تصویر کشیدن مرگ در داستان‌های خود امتناع ورزید.

## طرح

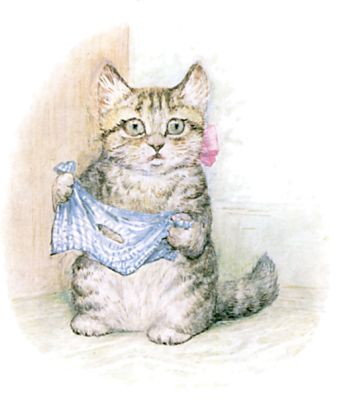
دوشیزه موپت موش را گیر انداخته‌است.

این داستان با تصویرگری از یک بچه گربه با چشم گسترده باز می‌شود: "این پوزشی است به نام دوشیزه موپت. او فکر می‌کند یک موش شنیده‌است!" تصویر زیر یک موش را نشان می‌دهد که یک کمان صورتی و ژاکت سبز رنگ دارد "که پشت کمد بیرون می‌کشد، و دوشیزه موپت را سرگرم می‌کند. او از یک بچه گربه نمی‌ترسد. " دوشیزه موپت داره به او جرات می‌کند، اما از دست می‌رود و سرش را روی کمد می‌اندازد. او بسیار سخت به کمد می‌زند و بینی خود را مالش می‌دهد. موش به بالای کمد عقب می‌زند و او را تماشا می‌کند.

دوشیزه موپت کثیفی را در مورد سرش به هم می‌چسباند و قبل از آتش‌سوزی روی قرمز رنگ می‌نشیند. کنجکاوی موش کمرنگ است. او فکر می‌کند بسیار بیمار به نظر می‌رسد و در حال کشیدن زنگ می‌خورد. «خانم موپت بدتر و بدتر به نظر می‌رسد.» موش نزدیکتر می‌شود. خانم موپت سرش را در پنجه‌های خود نگه می‌دارد و از طریق سوراخ در گرد و غبار به سمت موشواره می‌رود. «موش خیلی نزدیک است.» دوشیزه موپت می‌پرید و او را با دم می‌کوبید.
«و چون موش دوشیزه موپت را آزار داده‌است - خانم موپت فکر می‌کند که موش را اذیت می‌کند؛ که به هیچ وجه خوش تیپ خانم موپت نیست.» بچه گربه موش را به سمت گرد و غبار وصل کرده و مانند توپ آنرا پرتاب می‌کند. موش از سوراخ در گرد و غبار بلند می‌شود. در آخرین تصویر اما یکی، خانم موپت به صورت قائم بر روی تخته او نشسته‌است و به خواننده خیره شده‌است. کثیف دروغ در پنجه‌هایش باز و خالی است. «او آن سوراخ در گرد و غبار را فراموش کرده‌است» و موش فرار کرده‌است. او با خیال راحت از دسترس خانم موپت در بالای کمد می‌رقصید.

## کتابشناسی - فهرست کتب
- Ahearn, Allen and Patricia (1995). Book Collecting. Putnam. ISBN 0-399-14049-2.
- Dubay, Debby; Sewall, Kara (2006). Beatrix Potter Collectibles: The Peter Rabbit Story Characters. Schiffer Publishing Ltd. ISBN 0-7643-2358-X.
- Hobbs, Anne Stevenson (1989). Beatrix Potter's Art. Frederick Warne. ISBN 0-7232-3598-8.
- Hunt, Peter; Sheila Ray (1996). International Companion Encyclopedia of Children's Literature. Routledge. ISBN 0-203-16812-7.
- Kutzer, M. Daphne (2003). Beatrix Potter: Writing in Code. Routledge. ISBN 0-415-94352-3.
- Lane, Margaret (1964). The Tale of Beatrix Potter: A Biography. Frederick Warne & Co. Ltd.
- Lear, Linda (2008) [2007]. -9780312369347 Beatrix Potter: A Life in Nature. St. Martin's Griffin. ISBN 978-0-312-37796-0. {{cite book}}: Check |url= value (help)
- Leslie Linder (1971). A History of the Writings of Beatrix Potter. Frederick Warne. ISBN 0-7232-1334-8.
- MacDonald, Ruth K. (1986). Beatrix Potter. Twayne Publishers. ISBN 978-0-8057-6917-3.
- Redfield, James M. (1985). "An Aristotelian Analysis of Miss Moppet". Chicago Review. 34 (4): 32–41. doi:10.2307/25305287. JSTOR 25305287.
- Taylor, Judy (1996) [1986]. Beatrix Potter: Artist, Storyteller and Countrywoman. Frederick Warne. ISBN 0-7232-4175-9.
- Taylor, Judy; Whalley, Joyce Irene; Hobbs, Anne Stevenson; Battrick, Elizabeth M. (1987). Beatrix Potter 1866–1943: The Artist and Her World. F. Warne & Co. and The National Trust. ISBN 0-7232-3561-9.